# Midt i en jazztid
Midt i en jazztid är en dansk dramafilm från 1969 i regi av Knud Leif Thomsen.
Filmen bygger på Knud Sønderbys roman med samma namn.

## Utmärkelser
Filmen vann Bodilpriset för bästa danska film 1970.

## Rollista i urval
- Finn Storgaard - Peter Hasvig
- Anne-Lise Gabold - Vera Bagger
- Torben Jetsmark - Hugo
- Jesper Langberg - Lesli
- Søren Rode - Hjalmer
- Susanne Heinrich - Eva Bagger
- Elsebeth Reingaard - Ida Schmidt
- Gitte Reingaard - Esther Schmidt
- Sisse Reingaard - hembiträde
- Ole Monty - handelsresande
- Søren Strømberg - lärling
- Olaf Nielsen - von Grüningen
- Emy Storm - hotellchef
- Inger Stender - Veras mor
- Grethe Sønck - frk Larsen
- Palle Huld - Peters far
- Lotte Horne - Peters syster
- Holger Vistisen - restaurantgäst